# Three Billboards Outside Ebbing, Missouri
Three Billboards Outside Ebbing, Missouri är en brittisk-amerikansk svart komedi-dramafilm från 2017, skriven och regisserad av Martin McDonagh. I filmen medverkar bland andra Frances McDormand, Woody Harrelson, Sam Rockwell, John Hawkes och Peter Dinklage.
Filmen hade världspremiär vid filmfestivalen i Venedig den 4 september 2017, där den tävlade för Guldlejonet. Den hade biopremiär i USA den 10 november 2017 och i Storbritannien och Sverige den 12 januari 2018.
Vid Oscarsgalan 2018 nominerades filmen till sju Oscars, och belönades med två för Bästa kvinnliga huvudroll till McDormand och Bästa manliga biroll till Rockwell. Filmen var även nominerad för Bästa film, Bästa manliga biroll till Harrelson, Bästa originalmanus, Bästa filmmusik och Bästa klippning. Vid Golden Globe-galan 2018 belönades filmen med fyra Golden Globes för Bästa film (drama), Bästa kvinnliga huvudroll (drama) till McDormand, Bästa manliga biroll till Rockwell och Bästa manus. Filmen var även nominerad för Bästa regi och Bästa filmmusik. Vid BAFTA-galan 2018 belönades filmen med fem BAFTA Awards för Bästa film, Bästa kvinnliga huvudroll till McDormand, Bästa manliga biroll till Rockwell, Bästa originalmanus och Bästa brittiska film.

## Handling
Mildred Hayes (Frances McDormand) sörjer sin dotter Angela, som blev brutalt våldtagen och mördad för sju månader sedan. När polisen ännu inte har hittat någon misstänkt för brottet väljer hon att ta saken i egna händer och hyr tre reklamskyltar utanför sin hemstad för att offentligt förolämpa polisen för deras bristande framsteg i utredningen. Detta leder till upprörda konfrontationer med polisväsende och medborgare som inte uppskattar hennes ansträngningar.

## Rollista
- Frances McDormand - Mildred Hayes
- Woody Harrelson - polischef William "Bill" Willoughby
- Sam Rockwell - Jason Dixon
- Abbie Cornish - Anne Willoughby
- Lucas Hedges - Robbie Hayes
- Željko Ivanek – skrivbordssergeant
- Caleb Landry Jones - Red Welby
- Clarke Peters - polischef Abercrombie
- Samara Weaving - Penelope
- John Hawkes - Charlie Hayes
- Peter Dinklage - James
- Kerry Condon - Pamela
- Darrell Britt-Gibson - Jerome
- Kathryn Newton - Angela Hayes
- Brendan Sexton III - kortklippt kille
- Amanda Warren - Denise
- Sandy Martin - mamma Dixon
- Christopher Berry - Tony
- Nick Searcy - fader Montgomery

## Mottagande
Three Billboards Outside Ebbing, Missouri möttes av positiva recensioner av kritiker och hyllades för manuset, regin, och för skådespeleriet, särskilt av McDormand, Harrelson och Rockwell. På Rotten Tomatoes har filmen ett medelbetyg på 92 procent, baserad på 315 recensioner, och ett genomsnittsbetyg på 8,5 av 10. På Metacritic har filmen genomsnittsbetyget 88 av 100, baserad på 50 recensioner.

## Utmärkelser
| Priser och nomineringar             | Priser och nomineringar           | Priser och nomineringar                            | Priser och nomineringar |
| Utmärkelse                          | Kategori                          | Mottagare                                          | Resultat                |
| ----------------------------------- | --------------------------------- | -------------------------------------------------- | ----------------------- |
| Oscar (90:e)                        | Bästa kvinnliga huvudroll         | Frances McDormand                                  | Vann                    |
| Oscar (90:e)                        | Bästa manliga biroll              | Sam Rockwell                                       | Vann                    |
| Oscar (90:e)                        | Bästa film                        | Graham Broadbent, Pete Czernin och Martin McDonagh | Nominerad               |
| Oscar (90:e)                        | Bästa manliga biroll              | Woody Harrelson                                    | Nominerad               |
| Oscar (90:e)                        | Bästa originalmanus               | Martin McDonagh                                    | Nominerad               |
| Oscar (90:e)                        | Bästa filmmusik                   | Carter Burwell                                     | Nominerad               |
| Oscar (90:e)                        | Bästa klippning                   | Jon Gregory                                        | Nominerad               |
| Golden Globe Awards (75:e)          | Bästa film (drama)                | Three Billboards Outside Ebbing, Missouri          | Vann                    |
| Golden Globe Awards (75:e)          | Bästa kvinnliga huvudroll (drama) | Frances McDormand                                  | Vann                    |
| Golden Globe Awards (75:e)          | Bästa manliga biroll              | Sam Rockwell                                       | Vann                    |
| Golden Globe Awards (75:e)          | Bästa manus                       | Martin McDonagh                                    | Vann                    |
| Golden Globe Awards (75:e)          | Bästa regi                        | Martin McDonagh                                    | Nominerad               |
| Golden Globe Awards (75:e)          | Bästa filmmusik                   | Carter Burwell                                     | Nominerad               |
| BAFTA Awards (71:a)                 | Bästa film                        | Graham Broadbent, Pete Czernin och Martin McDonagh | Vann                    |
| BAFTA Awards (71:a)                 | Bästa kvinnliga huvudroll         | Frances McDormand                                  | Vann                    |
| BAFTA Awards (71:a)                 | Bästa manliga biroll              | Sam Rockwell                                       | Vann                    |
| BAFTA Awards (71:a)                 | Bästa originalmanus               | Martin McDonagh                                    | Vann                    |
| BAFTA Awards (71:a)                 | Bästa brittiska film              | Martin McDonagh, Graham Broadbent och Pete Czernin | Vann                    |
| BAFTA Awards (71:a)                 | Bästa regi                        | Martin McDonagh                                    | Nominerad               |
| BAFTA Awards (71:a)                 | Bästa manliga biroll              | Woody Harrelson                                    | Nominerad               |
| BAFTA Awards (71:a)                 | Bästa foto                        | Ben Davis                                          | Nominerad               |
| BAFTA Awards (71:a)                 | Bästa klippning                   | Jon Gregory                                        | Nominerad               |
| Screen Actors Guild Awards (24:e)   | Bästa kvinnliga huvudroll         | Frances McDormand                                  | Vann                    |
| Screen Actors Guild Awards (24:e)   | Bästa manliga biroll              | Sam Rockwell                                       | Vann                    |
| Screen Actors Guild Awards (24:e)   | Bästa rollbesättning i en film    | Three Billboards Outside Ebbing, Missouri          | Vann                    |
| Screen Actors Guild Awards (24:e)   | Bästa manliga biroll              | Woody Harrelson                                    | Nominerad               |
| Critics' Choice Movie Awards (23:e) | Bästa kvinnliga skådespelare      | Frances McDormand                                  | Vann                    |
| Critics' Choice Movie Awards (23:e) | Bästa manliga biroll              | Sam Rockwell                                       | Vann                    |
| Critics' Choice Movie Awards (23:e) | Bästa ensemble                    | Three Billboards Outside Ebbing, Missouri          | Vann                    |
| Critics' Choice Movie Awards (23:e) | Bästa film                        | Three Billboards Outside Ebbing, Missouri          | Nominerad               |
| Critics' Choice Movie Awards (23:e) | Bästa regissör                    | Martin McDonagh                                    | Nominerad               |
| Critics' Choice Movie Awards (23:e) | Bästa originalmanus               | Martin McDonagh                                    | Nominerad               |
| Satellite Awards (22:a)             | Bästa film                        | Three Billboards Outside Ebbing, Missouri          | Vann                    |
| Satellite Awards (22:a)             | Bästa manliga biroll              | Sam Rockwell                                       | Vann                    |
| Satellite Awards (22:a)             | Bästa originalmanus               | Martin McDonagh                                    | Vann                    |
| Satellite Awards (22:a)             | Bästa kvinnliga huvudroll         | Frances McDormand                                  | Nominerad               |
| Satellite Awards (22:a)             | Bästa foto                        | Ben Davis                                          | Nominerad               |
| Satellite Awards (22:a)             | Bästa klippning                   | Jon Gregory                                        | Nominerad               |